# Pumangol LDA
Pumangol é uma empresa Angolana de energia, no sector do downstream que comercializa combustíveis, lubrificantes, betume e emulsões betuminosas em Angola.

## História
| Data | Destaque |
| ---- | --- |
| 2005 | - Criação da Angobetumes |
| 2008 | - Criação da Pumangol, LDA |
| 2009 | - Criação da Pumangol Industrial e Pumangol Bunkering                                                                                           |
| 2010 | - Abertura do 1º Posto de Abastecimento |
| 2015 | - Expansão do Terminal (TCPL) - Inauguração do CBM - Construção de 4 terminais de aviação - 78 Postos de Abastecimento                          |
| 2016 | - Início do fornecimento à aviação - Conclusão e operação do TCPL, incluindo o viaduto construído de raiz e a reabilitação de 1,3 km de estrada |
| 2021 | - Saída do Grupo Puma Energy |
| 2023 | - Aquisição da DT Fundação - Abertura do 80º Posto de Abastecimento - Abertura da 10ª loja SPAR                                                 |

Inicialmente fundada como Angobetumes, seu primeiro negócio foi o desenvolvimento de uma rede de importação, armazenamento e distribuição de betuminosos.
Em 2008 criou-se a Pumangol, Lda.  e abriu o seu primeiro posto de abastecimento em 2010, resultado de uma parceria com a Puma Energy Internacional. Anos depois evoluiu para uma empresa totalmente angolanizada quer na sua força de trabalho e liderança como na sua estrutura accionista chegando a colocar um quadro angolano como CEO, sendo que em 11 anos o grupo em Angola sempre teve sob a liderança de expatriados.
A partir do ano de 2021 a Pumangol se desfez totalmente da Puma Energy.

## Organização

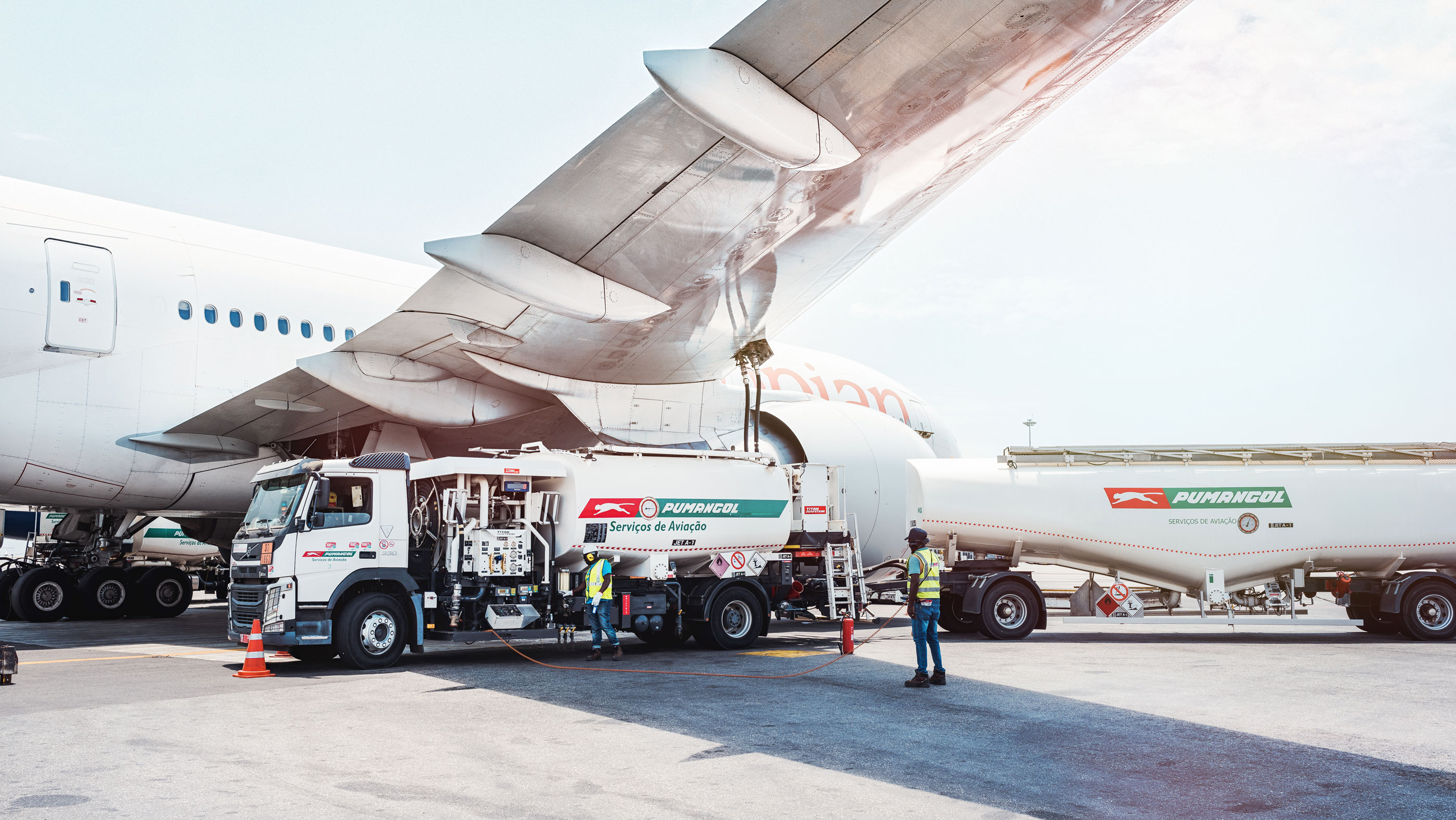
Serviço de aviação da pumangol

A Pumangol é uma empresa angolana de energia, no sector do downstream. Detém 3 terminais de armazenamento de combustíveis e 4 de terminais de aviação, comercializa combustíveis, lubrificantes, betume e emulsões betuminosas em Angola.
Atualmente tem 4 empresas no universo Pumangol entre eles a Angobetumes (PAL) que atua no armazenamento e comercialização de betumes e emulsões betuminosas, a Pumangol Lda (PBA) que é a proprietária dos mais de 80 PAs no país e opera a maioria deles, Pumangol Industrial (PIN) que comercializa combustível e lubrificantes às indústrias e aviação e por fim a Pumangol Bunkering (PBU) que abastece combustível aos navios e instalações petrolíferas no offshore de Angola.
São 80 postos de abastecimento, estrategicamente localizados nas 18 capitais de província e principais municípios do país e 4 terminais de aviação na cidade Luanda, Catumbela, Lubango e Ondjiva, 3 terminais de armazenamento em Luanda, Lobito e Malanje.